# روزهای آخر (فیلم ۱۹۶۶)
روزهای آخر (به هندی: Aaye Din Bahar Ke) فیلمی محصول سال ۱۹۶۶ و به کارگردانی راگونات جالانی است. در این فیلم بازیگرانی همچون درمندرا، آشا پارک، بالراج ساهنی، لیلا میشارا ایفای نقش کرده‌اند.